# Кони Рубироза
Конзуела „Кони” Рубироза је измишљени лик који је тумачила Алана де ла Гарза која се придружила глумачкој постави дуготрајне НБЦ-ове драме Ред и закон на почетку 17. сезоне у епизоди "Слава". Она је једина помоћница окружног тужиоца (ПОТ) у серији која се појавила у четири целе сезоне и последња ПОТ у серији пре њеног евентуалног отказивања 2010. Касније се појавила у серијалу Ред и закон: Лос Анђелес редовно до отказивања емисије у мају 2011. У јануару 2014. године појавила се у серији Ред и закон: Одељење за специјалне жртве где је постала помоћник државног тужиоца у јужном округу Њујорка.

## О лику

### Повест каријере
Након што је дипломирала на факултету "Свартмор" и годину дана провела радећи као васпитачица у вртићу, Рубироза је дошла у окружно тужилаштво Менхетна 2004. године. Убрзо након тога, Рубироза је имала кратку сексуалну везу са својим надређеним Маркусом Волом. Унапређена је у помоћницу окружног тужиоца 2007. године под окружним тужиоцем Артуром Бренчом и извршног помоћника окружног тужиоца Џека Мекоја. Мекојевим избором за окружног тужиоца (од 18. сезоне), Рубироза је додељена новоунапређеном извршном помоћнику окружног тужиоца Мајклу Катеру. Током раних месеци овог прелаза, понекад јој се чинило да је невољно посредница када се њена двојица претпостављених не слажу у вези са законом.
Након што је напустила окружно тужилаштво на Менхетну, Рубироза наставља да служи као заменица окружног тужиоца у Лос Анђелесу, након оставки Евелин Прајс и Лорен Стентон. У том својству, она је радила заједно са Џоом Декером.
Рубироза се вратио у франшизу Ред и закон као савезна тужитељка у серији Ред и закон: Одељење за специјалне жртве током 15. сезоне у епизоди „Квар у Џерзију“. У овој епизоди, која је емитована 22. јануара 2014. године, она је на челу заједничке радне скупине за борбу против трговине малолетних лица у сексуалне сврхе.

### Породица
Кони је рекла да је њен отац, лекар, био избеглица из Шпаније чија диплома није била призната у Сједињеним Државама и који је због тога морао да ради као медицински брат 10 година. Касније током једног случаја, она се страствено противила правној стратегији коју је предложио Мекој, а која би штетно утицала на друге избеглице који су прешли границу ван граничног прелаза и који су радили за истог добављача, али нису били део кривичног дела. Такође је рекла Мекојуу да је имала сестру која је раније била у вези са насилником. Има и брата који је ожењен и има најмање двоје деце. Његова супруга је замало побацила њихово прво дете 2001. године или пре тога. Њена мајка је Мексиканка јер је била потомак Хуана Кортине. Њени родитељи су се развели, а мајка се на крају поново удала. Очух јој је умро 2007. године. 2011. године се преселила у Лос Ангелес како би се бринула о мајци која је претрпела мождани удар.

### Личност
Рубироза је снажна заговорница женских права. У једној епизоди каже да се не слаже са политиком конзервативног аутора који је учинио да „Ен Колтер изгледа као Мери Попинс“. У другој, међутим, она одбија да припише неоправдану феминистичку стратегију суђења браниоцу. Током једног случаја, Рубироза сазнаје штетне податке о убиство новорођенчета од стране лекара за побачаје, мада уз јасну дозволу мајке детета са урођеним оштећењима довољно тешким да јемче смрт за неколико сати. Иако јој је претпостављени наредио да одложи пријаву здравственој комори као небитан доказ преминулог лекара све до суђења, Рубироза је толико била дирнута сведочењем и забринута због очигледног кршења професионалне етике и необавештавања одбране, да је пркосила својим упутствима. Иако је Рубироза тражила премештај у одељење за злочине са белим оковратницима због овог моралног сукоба, Мекој, због одлуке да су моралне сложености у вези са случајем и да је већим питањима потребна већа флексибилност од свих, наређује Катеру и њој да реше своје несугласице.
Рубироза има снажан мајчински нагон. Одувек је желела да има дете, али је била згрожена лежерним поступањем са децом као „модом“ богатих познатих личности. У једној епизоди јој се згадила оптужена, богата глумица која је дозволила беби да умре због немара, а потом добила и „замену за бебу“. Нарочито је огорчена тврдњом оптужене да је дадиља одговорна за дететову смрт и да није препознала да су деца замењена.
Њена физичка привлачност понекад је постајала проблем током случајева. Током једног суђења, поротник ју је мувао након што је суђење прекинуто на један дан. Она је потресена брзо навалљивала да је таква комуникација непримерена и да мора престати. Када је сазнала да је Катер био свестан осећања поротника према њој и да се његова препорука заснивала на тим осећањима, она се наљутила на њега јер је осећала да ју је „подводио пред поротом“.
У епизоду "Обустава рада", правна помоћ је била у обустави рада па је Рубироза била приморана да постане бранитељка оптуженог. Показала се прилично способном и показала је своје јасно веровање у „ревно представљање [своје] странке“. Поред тога што је била Катерова противница током читавог суђења, она је на суду антагонисала детектива Кевина Бернарда. Она је чак искористила сумњива средства за сузбијање оптужујућих доказа, иако их је Катер у сваком случају открио. Касније, она верује да је њена странка крива и за ово и за друго убиство за које ће ускоро бити званично помилован. Иако се мучила због кршења заступничко страначке повластице, одлучила је да му постави ултиматум: склопи нагодбу или ризикуј неповољну пресуду пороте. На избор је утицало и оно што је Рубироза видела као поновљену неискреност са његове стране и она је на крају изнела опаску Мекоју да се нада да је њен поступак био поштен, а не пристрасан због њеног става да је он крив. Мекој ју је уверавао да је сигуран да су њени поступци били поштени и законити.
Подржава употребу закона о тероризму након 11. септембра у сврхе изван њихове првобитне намере што се показало када је дошла на замисао да починиоце туче у парку терети за почињење терористичког чина након што је неколико невиних пролазника побијено у сукобу.
Она изузетно поштује Мекоја и благо га штити до те мере да Цатер и она имају споразум у којем он не сме да критикује Мекоја пред њом.
Своју посвећеност послу открила је више пута. Када јој је упућена претња смрћу док је истраживала нарко-картел, она је била одлучна да остане у случају. На крају, водећа сведокиња се јавља и спашава суђење и одбацује претњу смрћу. У другом је била сведокиња у свирепом упуцавању жене која је требало да сведочи на суду. Иако јој је Катер дао прилику да престане да ради на случају, она је остала одлучна да ради свој посао без обзира на све.
У поменутој епизоди, она је именована као саговорница у оптужници за убиство како би осигурала да оптуженог могу оптужити за заверу за извршење убиства. Против ње се нису подизале оптужбе, али чак је и Катер био запрепашћен њеним поступцима, а истовремено и поносан на њу.
Рубироза је свесна да је Катер заљубљен у њу, али њена сопствена осећања у вези с тим остала су двосмислена.
Када је била у средњој школи, њени пријатељи и она покренули су гласине због којих је потпредседница скоро добила отказ.
Алана де ла Гарза, која је тумачила Кони Рубирозу, била је трудна 2010. године. Иако је за Рубирозу у почетку предложено да затрудни у серији, због накнадног укидања серије после 20. сезоне, од тога није било ништа.

## Пријем
Кен Такер је написао, "Де ла Гарза је, по обичају серије, дужна да у лику Рубирозе седи са прекрштеним ногама у пословници окружног тужиоца. Али за разлику од прошлих пословничких ситница које су имале Енџи Хармон (1998-01) или Елизабет Ром (2001-05), де ла Гарза такође скреће пажњу на саркастично подигнуту обрву када гледа сукобе Мекоја и Катера као да жели да каже: „Момци, момци - је ли то правни кратак састанак у вашим кратким састанцима или вам је само драго што се видите?".
Џон Фримен Гил из часописа Њујорк тајмс написао је да „Ред и закон постоји толико дуго да један роковник у пословници тужиоца ког игра Сем Вотерстон има утиснуту 1995. годину. Али један нови састојак серије ове сезоне, улога Алане де ла Гарзе првог хиспано помоћнице окружног тужиоца, помогла је да прича епизоде „Тачка кључања“ добије и нијансу и страст."
Мет Раш из часописа ТВ Водич написао је, „Вечерас је у још једној снажној епизоди је био ред на де ла Гарзу да заблиста и она је то искористила максимално, доказујући се достојном наследницом Џил Хенеси и Енџи Хармон, мојих претходних миљеница у овој често незахвалној улози. Она је жилава и агресивна, али увек саосећајна, јер је приморана да на суду устане против свог сарадника Катера као привремени (и врло невољни) бранилац, позван у акцију јер сви заступници правне помоћи штрајкују."

## Број епизода
Де ла Гарза је била у главној постави у 85 епизода серије Ред и закон и 8 серије Ред и закон: Лос Анђелес, и гостовала је у 1 епизоди серије Ред и закон: Одељење за специјалне жртве, што је укупно 94 епизоде. Њених 85 епизода као помоћнице окружног тужиоца ставља је на пето место ПОТ-а са најдужим стажем у повести франшизе Ред и закон које дели са Сереном Садерлин, а испред њих су Рафаел Барба (ОСЖ), Александра Кабот (ОСЖ), Рон Карвер (ЗН) и Кејси Новак (ОСЖ).